# Leone Pancaldo (contratorpedeiro)
O Leone Pancaldo foi um contratorpedeiro operado pela Marinha Real Italiana e a terceira embarcação da Classe Navigatori. Sua construção começou em julho de 1927 no Cantieri Navali Riuniti e foi lançado o mar em fevereiro de 1929, sendo comissionado na frota italiana em novembro do mesmo ano. Era armado com uma bateria principal de seis canhões de 120 milímetros e seis tubos de torpedo de 533 milímetros, tinha um deslocamento carregado de mais de duas mil toneladas e conseguia alcançar uma velocidade máxima de 32 nós (59 quilômetros por hora).
O Leone Pancaldo era inicialmente classificado como um navio batedor e teve um início de carreira tranquilo, passando seus primeiros anos de serviço participando principalmente de exercícios de treinamento junto com o resto da frota italiana no Mar Mediterrâneo. Ele deu suporte entre dezembro de 1930 e janeiro de 1931 para o voo transatlântico de Italo Balbo até o Brasil, enquanto de 1936 a 1938 participou da intervenção italiana na Guerra Civil Espanhola. Foi reclassificado como contratorpedeiro em 1938 e passou por um processo de modernização entre 1939 e 1940.
O navio serviu na Segunda Guerra Mundial. Ele participou da Batalha da Calábria em julho de 1940 e foi torpedeado no dia seguinte por uma aeronave britânica, afundando no porto de Augusta. Foi reflutuado um ano depois e passou por um longo processo de reconstrução, voltando ao serviço ativo apenas em dezembro de 1942. O Leone Pancaldo foi então usado como navio de transporte de tropas para a Campanha Norte-Africana, porém foi interceptado e atacado por aeronaves inimigas em abril de 1943 durante uma dessas missões e afundou próximo do Cabo Bon.